# Maratus hakea
Espèce
Maratus hakea est une espèce d'araignées aranéomorphes de la famille des Salticidae.

## Distribution
Cette espèce est endémique du Great Southern en Australie-Occidentale,. Elle se rencontre vers Cheynes (en).

## Habitat
Cette espèce se rencontre dans des arbustes (Hakea prostrata).

## Description
Les mâles mesurent de 4,1 à 4,6 mm et les femelles de 5,0 à 5,8 mm.

## Systématique et taxinomie
Cette espèce a été décrite par Otto et Hill en 2024.

## Étymologie
Son nom d'espèce lui a été donné en référence à son habitat, des arbustes du genre Hakea.

## Publication originale
- Otto & Hill, 2024 : « One new peacock spider from Western Australia (Araneae: Salticidae: Euophryini: Australphryni: Maratus hakea), with a review of known species in the M. bubo and M. mungaich groups. » Peckhamia, vol. 391.1, p. 1-55 (texte intégral).